# Prix Percy-W.-Foy
 (juin 2023).
Si vous disposez d'ouvrages ou d'articles de référence ou si vous connaissez des sites web de qualité traitant du thème abordé ici, merci de compléter l'article en donnant les références utiles à sa vérifiabilité et en les liant à la section « Notes et références ».
Le Prix Percy-W.-Foy est un prix littéraire canadien créé en l'honneur de Percy-William Foy, historien amateur et mécène québécois.
Le prix est remis par la Société historique de Montréal. Depuis 1990, il est attribué au terme d'un concours auquel peuvent participer tous les membres en règle de la Société ayant publié, l'année précédant l'attribution, un ouvrage ou un article sur un sujet historique.
En raison de difficultés organisationnelles, le prix n'a pas été remis entre 2019 et 2023, mais les activités doivent reprendre en 2024.

## Lauréats
* Désigne les personnes ayant reçu le prix à deux reprises ou plus.
- 1992 : Robert Prévost, pour Montréal. La folle entreprise.
- 1993 : Yves Landry, pour Pour le Christ et le Roi.
- 1994 : Élisabeth Gallat-Morin*, pour Jean Girard, musicien en Nouvelle-France
- 1995 : Jean-Claude Robert, pour Atlas historique de Montréal
- 1996 : Françoise Deroy-Pineau, pour Jeanne Mance. La passion de soigner.
- 1997 : Pierre Turgeon, pour Les Bâtisseurs du siècle
- 1998 : Louis de Kinder, pour La Nouvelle-France et le monde et Yvon Clermont, pour Histoire de la Commission de transport de Montréal. 1950-1960.
- 1999 : Robert Larin, pour Brève histoire des Protestants en Nouvelle-France.
- 2000 : Sr Patricia Simpson et Sr Simone Poissant, pour C.N.D. Marguerite Bourgeoys
- 2001 : Yvan Lamonde, pour Histoire sociale des idées au Québec.
- 2002 : Renée Blanchet*, pour Les Montréalistes
- 2003 : Jean-Louis Lalonde, pour Des Loups dans la bergerie
- 2004 : Robert Côté, pour Mon combat avec le F.L.Q.
- 2005 : Jean-Rémi Brault, pour Regard sur l’évolution des bibliothèques québécoises
- 2006 : Aurélien Boisvert, pour Dollard, ses compagnons et ses alliés
- 2007 : Macel J. Rheault, pour Médecins et patriotes, 1837-1838
- 2008 : Pierre Pagé, pour Histoire de la radio au Québec
- 2009 : Jean-Marc Phaneuf, pour Jean du Pays, Que le spectacle commence!
- 2010 : Léo Beaudoin et Renée Blanchet*, pour Jacques Viger, une biographie
- 2011 : Claude Cardinal, pour De la fraternité au conglomérat, une histoire des compagnies d’assurance-vie québécoises 1850-1995
- 2012 : Denis Vaugeois, pour Les premiers juifs d’Amérique
- 2013 : Élisabeth Gallat-Morin*, pour L’orgue de 1753 renaît de ses cendres
- 2014 : Micheline Lachance, pour La Saga des Papineau et Marjolaine Saint-Pierre : Lacorne Saint-Luc. L’Odyssée d’un noble 1711-1784
- 2015 : Louis Gagnon, pour Louis XV et le Canada, 1743-1763 et Robert Gagnon, Denis Goulet, pour Histoire de la médecine au Québec (1800-2000). De l'art de soigner à la science de guérir
- 2016 : François Deschamps, pour La «rébellion de 1837» à travers le prisme du Montréal Herald. La refondation par les armes des institutions politiques canadiennes
- 2017 : Henri Goulet, pour Histoire des pensionnats catholiques au Québec. Le rôle déterminant des pères oblats
- 2018 : Paul-André Linteau, Serge Joyal, Mario Robert, pour Traces de Montréal
- 2024 : Marjolaine Saint-Pierre, pour Sir Hormisdas Laporte. Homme d'affaires et maire de Montréal, 1950-1934[2]